# La moglie nuova
La moglie nuova (La Modification) è un film del 1969 diretto da Michael Worms.

## Trama
Lèon, quarantenne sposato con tre figli, conosce durante un viaggio in treno Cécile, un'impiegata all'ambasciata francese a Roma, con cui intreccia una relazione che lo porterà ad abbandonare la famiglia. Durante il viaggio in treno per raggiungere la nuova compagna, rivivrà i trascorsi felici del suo matrimonio. Colpito dal rimorso, deciderà di tornare dalla sua famiglia, lasciando per sempre l'amante.